# Стереоцилін
Стереоцилін — це протеїн який кодується геном STRC у людини.
Цей ген кодує протеїн, що асоційований з комплексом волоскових клітин внутрішнього вуха, які складаються з мікроворсинок (стереоцилі) та разом з механорецепторами залучені до механізму утворення звукових хвиль. Також ген STRC є частиною тандемної дуплікації на хромосомі 15; друга копія являє собою псевдоген. Мутації в STRC призводять до розвитку несиндромної глухоти за автосомно-домінантним типом.